# Ian Morris (Leichtathlet)
Ian Morris (* 30. November 1961 in Siparia) ist ein ehemaliger Sprinter aus Trinidad und Tobago, dessen Spezialstrecke der 400-Meter-Lauf war.
1987 wurde er Vierter bei den Hallenweltmeisterschaften in Indianapolis, schied aber bei den Weltmeisterschaften in Rom im Vorlauf sowohl über 200 wie auch über 400 Meter aus. Im Jahr darauf wurde er Siebter bei den Olympischen Spielen in Seoul. Bei den Hallenweltmeisterschaften 1989 in Budapest gewann er Silber, und 1991 wurde er Sechster bei den Weltmeisterschaften in Tokio. Bei den Olympischen Spielen 1992 in Barcelona wurde er im Einzelwettbewerb Vierter und mit der trinidadischen Staffel Siebter in der 4-mal-400-Meter-Staffel. Ebenfalls in der 4-mal-400-Meter-Staffel gewann er mit der Mannschaft von Trinidad und Tobago Silber bei den Hallenweltmeisterschaften 1993 in Toronto.
Des Weiteren errang er 1986 bei den Zentralamerika- und Karibikspielen Silber, 1987 bei den Zentralamerika- und Karibikmeisterschaften Bronze und 1991 bei den Panamerikanischen Spielen Silber. In der 4-mal-400-Meter-Staffel gewann er mit dem Team von Trinidad und Tobago jeweils Bronze bei den Commonwealth Games 1994 in Victoria und bei den Panamerikanischen Spielen 1995 in Mar del Plata.
Siebenmal wurde er nationaler Meister über 400 Meter (1986–1989, 1991, 1993, 1996) und einmal über 200 Meter (1986).

## Persönliche Bestzeiten
- 200 m: 20,5 s, 7. Mai 1988, Port of Spain
- 400 m: 44,21 s, 3. August 1992, Barcelona (nationaler Rekord)
  - Halle: 46,09 s, 5. März 1989, Budapest (ehemaliger nationaler Rekord)